# 727

## Esdeveniments
- Es produeix una revolta a Grècia contra les polítiques religioses de l'emperador Lleó III (vegeu 726). Una flota de rebels sota els ordres d'Agallianos Kontoskeles es dirigeix cap a Constantinoble amb un anti-emperador, però és destruïda per la flota romana d'Orient a través de l'ús del foc grec.[1]
- Setge de Nicea: les forces musulmanes penetren profundament a Àsia Menor i saquegen la ciutat fortalesa de Gangra, però assetgen sense èxit Nicea (nord-oest d'Anatòlia).[2][3]
- Es produeix una revolta a Itàlia contra la iconoclàstia de Lleó III; això resulta en la independència de l'exarcat de Ravenna, després que una força d'invasió romana d'Orient es perdi en una tempesta al mar Adriàtic, i la resta de tropes romanes d'Orient són rebutjades.

- Guerra àrab-khazar: els khàzars reforcen la invasió musulmana, dirigida per Maslama ibn Abd al-Malik, a Mesopotàmia. Reforçat amb tropes sirianes, Maslama contraataca i conquereix Geòrgia, establint la frontera nord del Caucas.

- Juliol: el papa Gregori II condemna l'iconoclàstia a Roma, provocant que Itàlia es trenqui amb l'Imperí Romà d'Orient. Es converteix en el governant temporal virtual de les possessions més romanes d'Orient.

## Naixements
- 9 de gener - Luoyang (Xina): Emperador Daizong de Tang (xinès: 唐代宗), va ser el vuitè emperador de la Dinastia Tang (m. 779)[4]

## Necrològiques
- 30 de maig - Tervuren: Hubert de Lieja, bisbe
- Pau de Ravenna, exarca de Ravenna.